# Rudy Poeschek
Rudolph Leopold „Rudy“ Poeschek (* 29. September 1966 in Terrace, British Columbia) ist ein ehemaliger kanadischer Eishockeyspieler, der im Verlauf seiner aktiven Karriere zwischen 1983 und 2001 unter anderem 369 Spiele für die New York Rangers, Winnipeg Jets, Tampa Bay Lightning und St. Louis Blues in der National Hockey League (NHL) auf der Position des Verteidigers bestritten hat. Einen signifikanten Teil seiner aktiven Laufbahn verbrachte Poeschek, der den Spielertyp des Enforcers verkörperte, zudem in der American Hockey League (AHL) und International Hockey League (IHL), wo er weitere 480 Spiele für sieben verschiedene Teams absolvierte.

## Karriere
Poeschek verbrachte seine Juniorenzeit zunächst zwischen 1982 und 1983 in der British Columbia Junior Hockey League (BCJHL) bei den Vernon Lakers und Revelstoke Rangers, wechselte im Verlauf der Spielzeit 1983/84 in die höherklassige Western Hockey League (WHL), wo der Verteidiger bis zum Sommer 1987 für die Kamloops Junior Oilers bzw. Blazers Während dieser Zeit sicherten sich die New York Rangers aus der National Hockey League (NHL) im NHL Entry Draft 1985 in der zwölften Runde an 238. Stelle die Rechte an Poeschek. Er spielte fast vier Jahre für Kamloops, wo er sich als hartnäckiger Enforcer etablierte und mit der Mannschaft zweimal den President’s Cup der WHL gewann.
Zur Saison 1987/88 wechselte Poeschek in die Organisation der New York Rangers, kam dort aber bis Januar 1991 in zahlreichen Farmteams in der American Hockey League (AHL) und International Hockey League (IHL) zu Einsätzen. So spielte er unter anderem für die Colorado bzw. Denver Rangers, Flint Spirits und Binghamton Rangers. Für die New York Rangers selbst, für die er im Verlauf der Spielzeit 1987/88 in der NHL debütierte, bestritt er in diesem Zeitraum nur 68 Spiele. Im Verlauf der Saison 1990/91 wurde der Abwehrspieler im Tausch für Guy Larose zu den Winnipeg Jets transferiert. Dort tat er sich ebenfalls schwer, den Sprung in den NHL-Kader zu schaffen. Er lief daher zumeist für den Kooperationspartner Moncton Hawks in der AHL auf. Im Sommer 1992 unterschrieb der Free Agent daher einen Einjahresvertrag bei den Toronto Maple Leafs, die ihn jedoch die gesamte Spielzeit 1992/93 bei ihrem AHL-Farmteam St. John’s Maple Leafs ein.
Vor der Saison 1993/94 nahmen ihn schließlich die Tampa Bay Lightning unter Vertrag, wo Poeschek endlich der Sprung zum NHL-Stammspieler gelang. Der Kanadier absolvierte vier Spielzeiten bei den Lightning, bevor er im Sommer 1997 – abermals als Free Agent – von den St. Louis Blues verpflichtet wurde. Er spielte dort ein ganzes Jahr sowie teilweise zwei weitere Spieljahre. Im November 1999 wurde er schließlich an die Houston Aeros aus der IHL ausgeliehen, bevor er sich nach der Saison 2000/01 im Alter von fast 35 Jahren aus dem aktiven Sport zurückzog.

## Erfolge und Auszeichnungen
- 1984 President’s-Cup-Gewinn mit den Kamloops Junior Oilers
- 1986 President’s-Cup-Gewinn mit den Kamloops Blazers

## Karrierestatistik
(Legende zur Spielerstatistik: Sp oder GP = absolvierte Spiele; T oder G = erzielte Tore; V oder A = erzielte Assists; Pkt oder Pts = erzielte Scorerpunkte; SM oder PIM = erhaltene Strafminuten; +/− = Plus/Minus-Bilanz; PP = erzielte Überzahltore; SH = erzielte Unterzahltore; GW = erzielte Siegtore; 1 Play-downs/Relegation; Kursiv: Statistik nicht vollständig)